# Kaninski Vršič
Kaninski Vršič je 2530 metrov visok vrh v Julijskih Alpah. Na zahodno stran se spuščajo strme skalnate stene, pod katerimi leži Kaninski ledenik. Sam vrh leži na grebenu med sosednjim južnim vrhom Visoki Kanin (2587 m), in ostalimi vrhovi, ki se vrstijo proti severu.
Najbližja planinska koča je koča Celso Gilberti.